# إد كينيدي
إد كينيدي (بالإنجليزية: Ed Kennedy)‏ هو لاعب كرة قاعدة أمريكي، ولد في 5 أبريل 1861 في بلفيو في الولايات المتحدة، وتوفي في 22 ديسمبر 1912 في شايان في الولايات المتحدة.

## وصلات خارجية
- إد كينيدي على موقعبيزبول رفرنس.كوم (الدوري الرئيسي) (الإنجليزية)